# دبلوم أولمبي

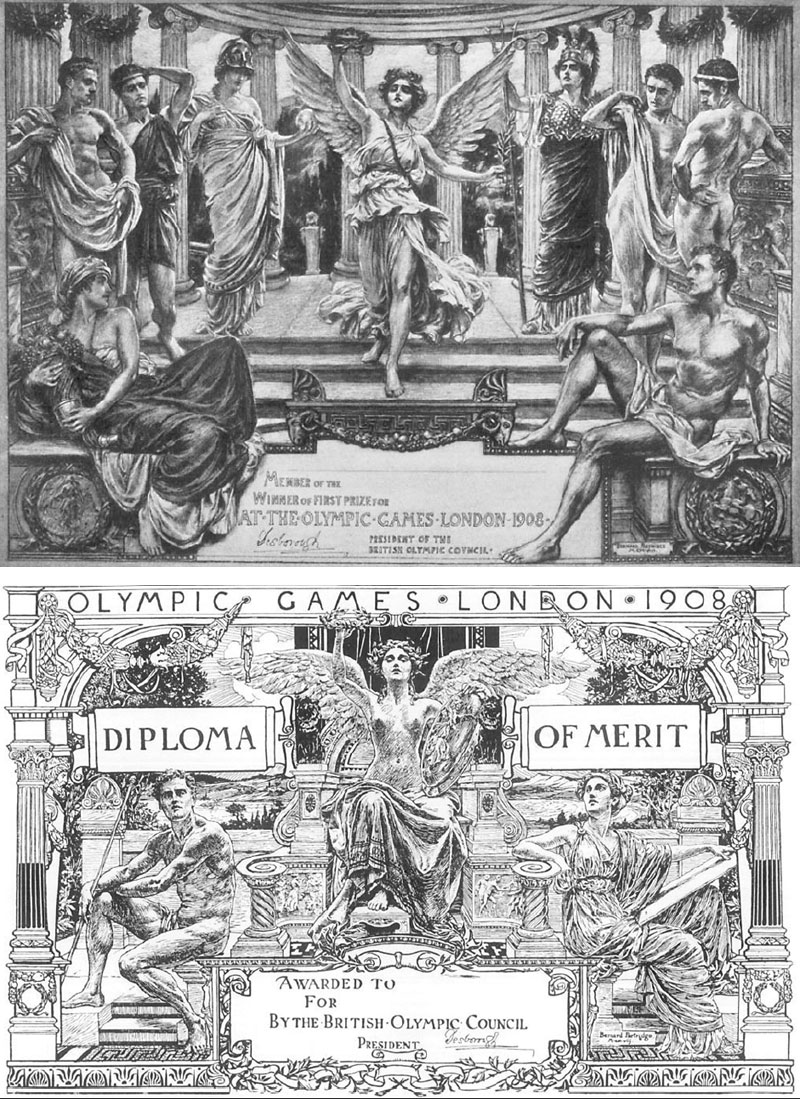
شهادات في الألعاب الأولمبية في لندن 1908

دبلوم أولمبي هو شهادة ورقية تعطى لأفضل ثمانية رياضيين شاركوا في الألعاب الأولمبية.أول من حصل على شهادة أولمبية هو الرسام اليوناني نيكولواس غسيس.

## مقالات ذات صلة
- ميدالية أولمبية
- جائزة وانغ يون داي للإنجاز
- وانغ يون داي

## وصلات خارجية
- (بالإنجليزية)All Olympic Games Winner Diplomas